# Бажелка
Бажелка — посёлок в Нагорском районе Кировской области, административный центр Метелевского сельского поселения.

## География
Находится на правом берегу реки Фёдоровка на расстоянии примерно 44 километра по прямой на запад-северо-запад от районного центра посёлка Нагорск.

## История
В 1939 году на месте будущего посёлка располагалось плотбище. Посёлок основан в 1947 году в связи со строительством лесопункта. В 1989 году было учтено 616 жителей.

## Население
Постоянное население составляло 476 человек (русские 93 %) в 2002 году, 305 — в 2010.